# Invicta Fighting Championships
Invicta Fighting Championships（インヴィクタ・ファイティング・チャンピオンシップ、略称Invicta FC）は、アメリカ合衆国の女子総合格闘技団体。

## 歴史
2012年に、UFC、Strikeforce、IFLやKing of the Cageなどの運営に関わってきたシャノン・ナップと、ジャネット・マーティンが共同で設立。
女子総合格闘技部門を開設していたStrikeforceが2011年3月にズッファに買収された際、当時UFCがまだ女子部門を開始していなかったため、女子選手達は試合をする場が無くなるのではと将来に不安を感じていた。そんな女子選手達から頼りにされていたのが、当時Strikeforceにいたナップで、ナップは女子選手から相談を受けるなかでマーティンと共に団体を設立することを決意する。
2012年4月28日、第1回大会のInvicta FC 1: Coenen vs. Ruyssenを開催。
2012年6月9日、日本の女子総合格闘技団体DEEP JEWELSと提携。
2014年7月、UFCと提携し、UFCファイトパスでの放送を開始。
2021年4月15日、Anthem Sports & Entertainmentによって買収され、2021年5月21日の大会からAXS TVでの放送を開始。 

## 階級・王座
- 詳細は「Invicta FC王者一覧」を参照。

| 階級       | 体重             | 現王者             | 防衛回数 |
| ---------- | ---------------- | ------------------ | -------- |
| フェザー級 | -145lb : -65.8kg | パム・ソレンソン   | 0        |
| バンタム級 | -135lb : -61.2kg | 空位               | -        |
| フライ級   | -125lb : -56.7kg | 空位               | -        |
| ストロー級 | -115lb : -52.2kg | 空位               | -        |
| アトム級   | -105lb : -47.6kg | ジェシカ・デルボニ | 0        |

## 開催履歴
| 回 | 大会名                                     | 開催年月日     | 開催地                       | 会場                                 |
| -- | ------------------------------------------ | -------------- | ---------------------------- | ------------------------------------ |
| 24 | Invicta FC 24: Anderson vs. Kolesnyk       | 2017年7月15日  | カンザス州カンザスシティ     | スコティッシュライトテンプル         |
| 23 | Invicta FC 23: Porto vs. Niedźwiedź        | 2017年5月20日  | カンザス州カンザスシティ     | スコティッシュライトテンプル         |
| 22 | Invicta FC 22: Evinger vs. Kunitskaya II   | 2017年3月25日  | カンザス州カンザスシティ     | スコティッシュライトテンプル         |
| 21 | Invicta FC 21: Anderson vs. Tweet          | 2017年1月14日  | カンザス州カンザスシティ     | スコティッシュライトテンプル         |
| 20 | Invicta FC 20: Evinger vs. Kunitskaya      | 2016年11月18日 | カンザス州カンザスシティ     | スコティッシュライトテンプル         |
| 19 | Invicta FC 19: Maia vs. Modafferi          | 2016年9月23日  | カンザス州カンザスシティ     | スコティッシュライトテンプル         |
| 18 | Invicta FC 18: Grasso vs. Esquibel         | 2016年7月29日  | カンザス州カンザスシティ     | スコティッシュライトテンプル         |
| 17 | Invicta FC 17: Evinger vs. Schneider       | 2016年5月7日   | カリフォルニア州コスタメサ   | OCフェア＆イベントセンター           |
| 16 | Invicta FC 16: Hamasaki vs. Brown          | 2016年3月11日  | ネバダ州ラスベガス           | トリニダードパビリオン               |
| 15 | Invicta FC 15: Cyborg vs. Ibragimova       | 2016年1月16日  | カリフォルニア州コスタメサ   | OCフェア＆イベントセンター           |
| 14 | Invicta FC 14: Evinger vs. Kianzad         | 2015年9月12日  | カンザス州カンザスシティ     | ミュニシパル・オーデトリアム         |
| 13 | Invicta FC 13: Cyborg vs. Van Duin(英語版) | 2015年7月10日  | ネバダ州ラスベガス           | ザ・コスモポリタン・オブ・ラスベガス |
| 12 | Invicta FC 12: Kankaanpaa vs. Souza        | 2015年4月24日  | カンザス州カンザスシティ     | ミュニシパル・オーデトリアム         |
| 11 | Invicta FC 11: Cyborg vs. Tweet            | 2015年2月27日  | カリフォルニア州ロサンゼルス | シュライン・エキスポ・ホール         |
| 10 | Invicta FC 10: Waterson vs. Tiburcio       | 2014年12月5日  | テキサス州ヒューストン       | アリーナ・シアター                   |
| 9  | Invicta FC 9: Honchak vs.Hashi             | 2014年11月1日  | アイオワ州ダベンポート       | リバーセンター                       |
| 8  | Invicta FC 8: Waterson vs. Tamada          | 2014年9月6日   | カンザス州カンザスシティ     | ミュニシパル・オーデトリアム         |
| 7  | Invicta FC 7: Honchak vs. Smith            | 2013年12月7日  | カンザス州カンザスシティ     | アメリスターカジノ・ホテル           |
| 6  | Invicta FC 6: Coenen vs. Cyborg            | 2013年7月13日  | カンザス州カンザスシティ     | アメリスターカジノ・ホテル           |
| 5  | Invicta FC 5: Penne vs. Waterson           | 2013年4月5日   | カンザス州カンザスシティ     | アメリスターカジノ・ホテル           |
| 4  | Invicta FC 4: Esparza vs. Hyatt            | 2013年1月5日   | カンザス州カンザスシティ     | メモリアル・ホール                   |
| 3  | Invicta FC 3: Penne vs. Sugiyama(英語版)   | 2012年10月6日  | カンザス州カンザスシティ     | メモリアル・ホール                   |
| 2  | Invicta FC 2: Baszler vs. McMann           | 2012年7月28日  | カンザス州カンザスシティ     | メモリアル・ホール                   |
| 1  | Invicta FC 1: Coenen vs. Ruyssen           | 2012年4月28日  | カンザス州カンザスシティ     | メモリアル・ホール                   |